# Ancho ibérico

Por convenio, se define como ancho de vía o trocha la distancia entre las caras internas de los dos carriles que configuran la vía, medida a 14 mm por debajo de la superficie de rodadura del carril.

Mapa de España con las líneas de ancho ibérico actuales. En rojo, las líneas fuera de servicio o desmanteladas.

Se denomina ancho ibérico al ancho de vía medido entre las caras internas de los rieles,  comprendido entre 5 pies portugueses (1665 mm) y 6 pies castellanos (1672 mm), característico de la península ibérica tanto en España como en Portugal. Este ancho se estandarizó posteriormente por ambos países a 1668 mm, aunque aún persisten algunas vías con las medidas antiguas utilizadas por ambos países. Aunque hay 9 mm de diferencia entre la medida mínima (portuguesa) y máxima (española), esta diferencia entra dentro de la tolerancia permitida en el juego entre las ruedas de los trenes y el ancho de vía, por lo que todos los trenes aptos para circular en este ancho de vía son compatibles con esa diferencia de medida.
Esta medida, superior al ancho internacional utilizado en la inmensa mayoría de las vías férreas del continente europeo, se adoptó para poder aumentar la velocidad sin comprometer la estabilidad de las locomotoras a pesar de las complejidades orográficas del terreno.
Con el transcurso de los años se demostró que la introducción de un ancho de vía más grande de lo habitual constituía un grave problema que obstaculizaba las relaciones económicas españolas con el resto de Europa, puesto que para que las mercancías, y también las personas, pudieran pasar a Francia en ferrocarril era indispensable la realización de transbordos en las fronteras. Pero en España, en lugar de modificar las vías como se hizo en Holanda o el ducado de Baden, se continuó con el ancho ibérico; incluso tras el acuerdo multitudinario alcanzado en el Congreso Internacional Ferroviario de Berna (1886) se persistió en la idea. No obstante, el problema fue en parte paliado a fines de la década de 1960, cuando se introdujeron los primeros cambiadores de ancho.
De todas formas, el ancho ibérico se continúa utilizando en todas las líneas férreas principales de la península ibérica, a excepción de las líneas de alta velocidad, como el AVE, que ya emplean el ancho normal europeo de 1435 mm. Así, a 31 de diciembre de 2006, en la red de Adif se registraban 11 823 km de líneas de ancho ibérico, mientras que la red administrada por la REFER (Red Ferroviaria de Portugal) contaba con 2601 km.
El  ancho de vía de la India, Argentina, Chile y otros países (1676 mm o 5 pies 6 pulg) es muy similar, con una diferencia de solo 8 mm, y permite la compatibilidad con el material rodante. Por ejemplo, en los últimos años Chile y Argentina adquirieron de segunda mano material rodante español y portugués de ancho ibérico.

## Historia

### Estudio de la introducción del ferrocarril en España

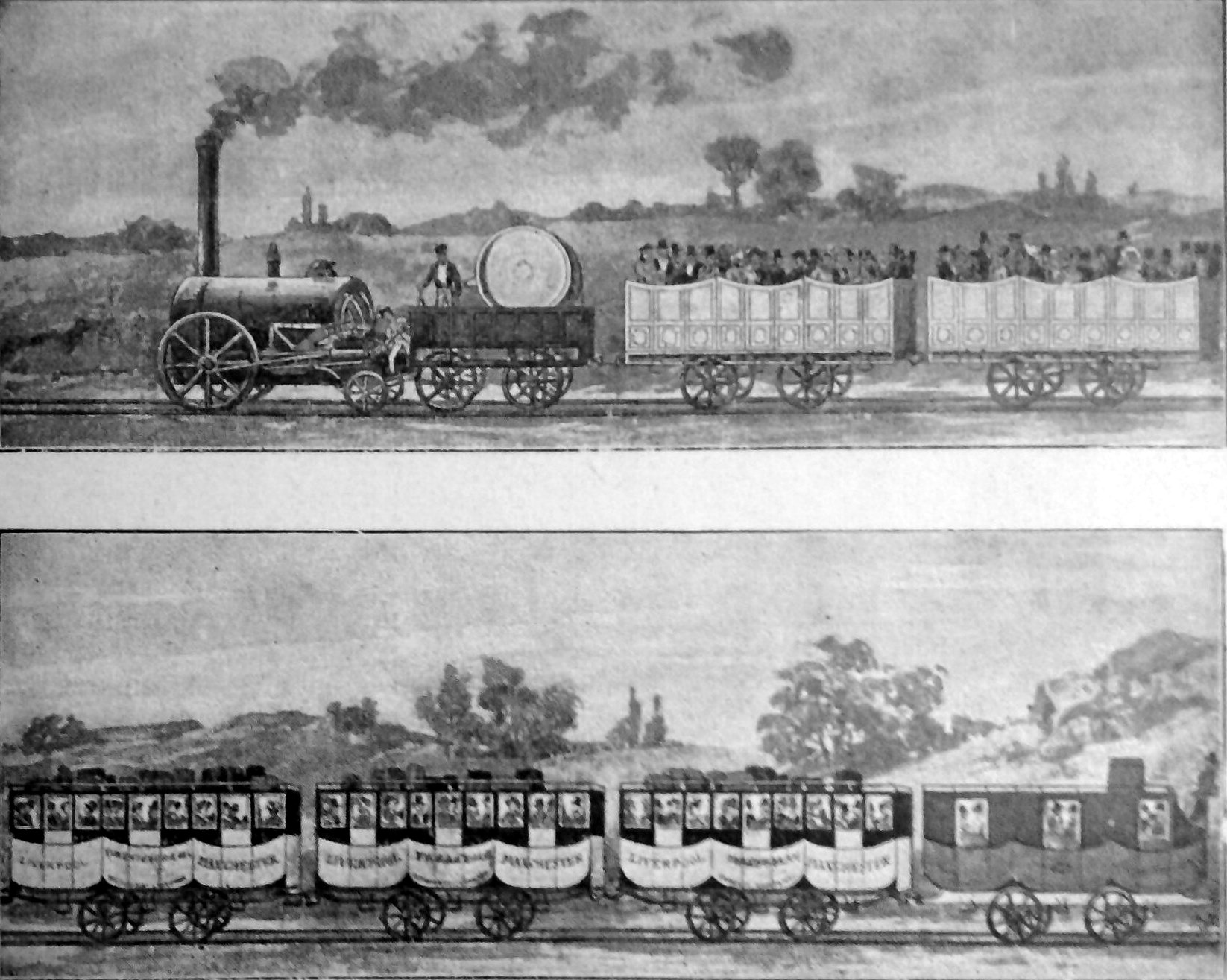
En el año 1830 se inauguró la línea que unía Liverpool con Mánchester, con la cual se dio el pistoletazo de salida a la implantación del ferrocarril en Inglaterra, lo que tendría una fuerte repercusión en el resto de Europa.

Los beneficios sociales y económicos, que había supuesto la implantación del ferrocarril en países como Francia, Alemania o Inglaterra no pasaron desapercibidos para la cúpula política española. No en vano, una vez concluida la primera de las guerras carlistas comenzaron a llegar a España una serie de noticias, crónicas e informes que daban cuenta de los progresos logrados a raíz de la introducción del ferrocarril en ciertos países europeos, lo que contribuyó a que se fraguase una opinión positiva con respecto a la construcción de los caminos de hierro en España.
Sin embargo, si algo terminó con las dudas de la clase política española fue la propuesta al Gobierno, por parte de un ingeniero francés, de la construcción de una línea ferroviaria que uniera a Madrid con el puerto de Cádiz. La magnitud del proyecto presentado excedió lo formulado y hecho con anterioridad en el territorio nacional en materia de ferrocarriles, por lo que surgieron una serie de presiones que instaban a que el Gobierno adoptara unas políticas más claras en cuanto a este tema se refería. De este modo, Pedro José Pidal, que por aquel entonces ostentaba la cartera del Ministerio de la Gobernación, encomendó a la Dirección General de Caminos que estudiase la propuesta para la línea de Cádiz, al mismo tiempo que ordenaba el estudio de los problemas técnicos, y también de financiación, que pudieran presentarse.
Para satisfacer las pretensiones estatales de estudio, se instituyó una comisión al frente de la cual se encontraba el inspector general Juan Subercase Krets, en la que también tenían cabida los ingenieros primeros José Subercase y Calixto de Santa Cruz. Gracias a la intensa labor de la comisión, se obtuvo y publicó en el año 1844 el que fue el primer documento técnico acerca de la construcción y financiación de ferrocarriles en España, conocido desde entonces como Informe Subercase en honor al apellido del cabeza de la comisión, en el que entre otras cosas se sugirió que la red ferroviaria española tuviese una anchura de vía igual a seis pies castellanos, o lo que es lo mismo, a 1672 mm.

### Los argumentos delInforme Subercase

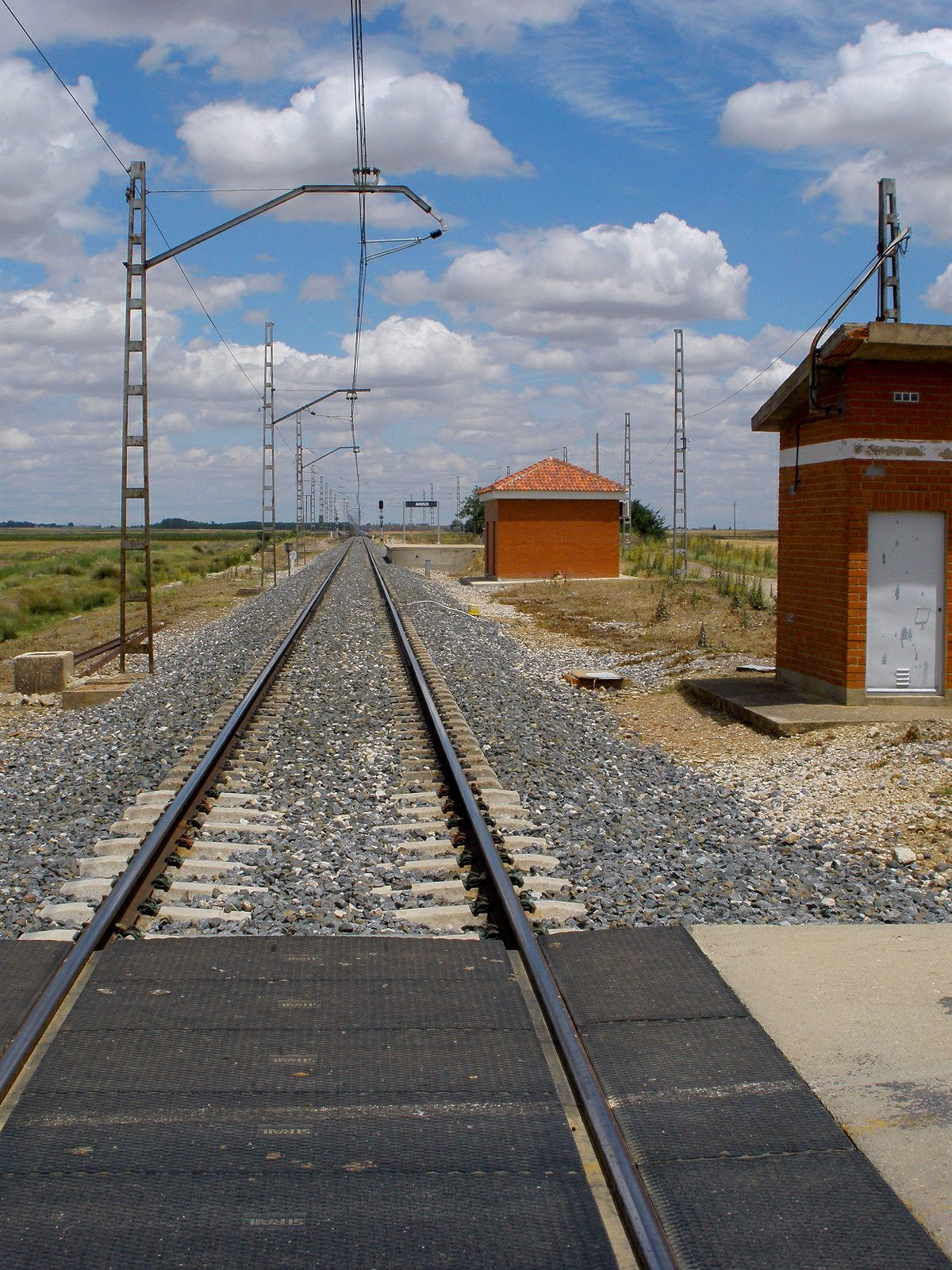
Vía de ancho ibérico en Amusco (Palencia).

Los argumentos esgrimidos por el ingeniero para la implantación de lo que ahora se conoce como ancho ibérico antiguo (publicados el 21 de enero de 1845 en la Gaceta de Madrid) se fundamentaban principalmente en dos puntos, como eran la escarpada orografía de la Península y la tendencia europea de crear vías relativamente anchas, especialmente en Rusia e Inglaterra.
En primer lugar, los integrantes de la comisión eran conscientes de que España era un país montañoso, por lo que abogaban por instalar líneas con una vía más ancha de la habitual para que pudiesen transitar por ellas locomotoras con calderas de vapor más grandes, y por tanto más potentes, de forma que se pudiesen superar las rampas de las nuevas líneas. Junto al incremento en el ancho de vía, también se recogieron otros consejos como pendientes máximas de 10 milésimas y radios de curva mínimos de 280 metros.

Nosotros hemos adoptado 6 pies, porque sin aumentar considerablemente los gastos de establecimiento del camino, permite locomotoras de dimensiones suficientes para producir en un tiempo dado la cantidad de vapor bastante para obtener con la misma carga una velocidad mayor que la que podría conseguirse con las vías de 4,25 pies, propuesta por una de las empresas que ha hecho proposiciones al Gobierno; y mayor también de la que podría emplearse con las de 5,17 pies que más frecuentemente se han usado hasta ahora; consiguiéndose además, que sin disminuir la estabilidad se puede hacer mayor el diámetro de las ruedas, lo que también conduce a aumentar la velocidad.
Informe Subercase

Pero el argumento técnico aplicado a las peculiares circunstancias del terreno español también se vio respaldado por un segundo punto, el cual se centraba en continuar la tendencia reinante en la Europa del momento, basada en construir vías más anchas de lo que hasta ese momento era frecuente. De esta manera, Subercase, observando lo hecho en países desarrollados como Rusia o Inglaterra, creyó adivinar una tendencia hacia anchos de vía superiores a los 1435 mm en el continente europeo, no dudando en afirmar que de hacerse lo por él propuesto, España se convertiría en la cabeza de esta novedosa tendencia, o por lo menos, estaría a la altura de los Estados europeos.

El ancho de vía generalmente empleado hasta pocos años hace, y que aun se emplea en muchas partes, es de 5 pies y 17 centésimas; pero en un país virgen, donde se empieza á establecer un sistema de caminos de hierro, debe adoptarse una anchura que permita caminar por ellos con toda la rapidez y seguridad que pueden obtenerse con las últimas perfecciones que han recibido las locomotoras. Para este efecto conviene aumentar el ancho de las vías, y esta es la tendencia que generalmente se observa en el día. Así vemos en el camino de Londres a Yarmouth una vía de 5,45 pies; en el Dundee a Arbroath y de Arbroath a Forfar de 6,03; en el de Great Western de 7,64, y en el de Petersburgo á Zarsxocselo de 6,57.
Informe Subercase

Según el historiador ferroviario Jesús Moreno, los integrantes de la comisión «eran ingenieros de caminos, no habían salido del país y, por tanto, no conocían de cerca el ferrocarril. Sus conocimientos en la materia eran teóricos, librescos e incompletos. Si a esto se une el hecho de haber utilizado exclusivamente fuentes de información francesas, ya que no sabían inglés, y además obsoletas, la conclusión es evidente: desconocimiento de la realidad objetiva».
Pese al razonamiento dado por los ingenieros integrantes de la comisión, nadie pudo evitar que se expandiese la creencia popular, en absoluto cierta, de que el motivo de que la anchura de las vías ferroviarias españolas fuese diferente al resto de las europeas era en realidad una estrategia político-militar. Esto era debido a que tan solo habían transcurrido dos décadas desde la intervención de los Cien Mil Hijos de San Luis y tres desde la invasión napoleónica, por lo que mucha gente tanteaba la posibilidad de que se tratase de una artimaña para evitar nuevas conquistas europeas, puesto que al tener dimensiones diferentes con respecto al resto del continente, se dificultaría el traslado de contingentes militares, así como el aprovisionamiento de los mismos y otras tareas vitales para la buena marcha de una guerra. Sin embargo, el ejército alemán estrechó 28 700 km de vías en su avance por la URSS entre 1941 y 1943. Si lo que se quiere es prevenir una invasión, lo mejor es instalar vías con un ancho menor que impedirán el avance en túneles y puentes. Además, el ministro de la Guerra en 1855, Ros de Olano, dirigió una comunicación manifestando que su Ministerio se mantenía neutral acerca de esta cuestión. Jesús Moreno no ha encontrado más referencia a este supuesto motivo que unas palabras del brigadier Monteverde, y fueron en 1850 (Apéndice núm. 57 a la Memoria de Obras Públicas de 1856). Aun así, una vez conocido el "fallo" del ancho, el general Espartero decidió mantener la diferencia del ancho, ya construido, por cuestiones arancelarias en 1855.

### La consolidación de las especificaciones técnicas
Tras haberse publicado en la Gaceta de Madrid el informe el 2 de noviembre de 1844, se aprobó mediante Real Orden de 31 de diciembre del mismo año el pliego de condiciones del documento; se establecían así por primera vez en la historia de España las condiciones técnicas que debían cumplir las vías férreas del territorio nacional.
Después de seis años de estabilidad y en medio de un contexto plagado de escándalos e ilegalidades en cuanto a política ferroviaria se refiere, el 6 de diciembre de 1851 se remitió al Congreso de los Diputados un proyecto de ley, promovido por el aquel entonces ministro de Fomento, Mariano Miguel de Reynoso, en el que se declaraba abiertamente que el ancho de vía que debían incorporar las futuras concesiones debería ser igual a 1510 mm (5,43 pies castellanos), semejante al usado en las vías rusas. Esta pretensión no solo suponía romper con la homogeneidad de la red ferroviaria española construida hasta el momento, sino que tampoco se lograba la conexión con el ancho internacional ampliamente utilizado en el continente europeo.
Previa consulta a ingenieros de reconocido prestigio a nivel europeo, se acabó dejando a un lado esta iniciativa para volver a asentar el modelo ferroviario sobre los 6 pies tradicionales. No obstante, surgirían nuevos intentos de variar el ancho de la vía durante el mismo gobierno de Bravo Murillo (como aconteció con la promulgación de la Real Orden de 23 de octubre de 1852), que como anteriormente, quedarían en un suceso puramente anecdótico, pues mediante la Real Orden de 28 de abril de 1853 se reafirmaría, una vez más, la pervivencia del ancho ibérico.
De todas formas, hubo que esperar a la promulgación y entrada en vigor de la Ley General de Caminos de Hierro de 5 de junio de 1855 para que se consagrasen definitivamente los seis pies castellanos como la anchura que debían presentar las vías españolas, lo que también sucedía con parte de las otras especificaciones técnicas dadas en el informe Subercase. La citada norma jurídica, que había sido sancionada por la reina Isabel II, decía literalmente en el artículo 30 apartado 1 que «el ensanche de la vía o distancia entre los bordes interiores de las barras-carriles será de un metro 67 centímetros (6 pies castellanos)».
El ancho ibérico permanecería invariable desde entonces hasta la segunda mitad del siglo XX, e incluso volvería a ser reafirmado en la Ley General de Ferrocarriles del año 1877, un texto legal que continuaba lo dispuesto en la legislación anterior al Sexenio Democrático. No en vano, nuevamente se recogía con las mismas palabras que en su inmediata predecesora, aunque esta vez en el artículo 43 apartado 1, que el ancho de vía aplicable por norma general sería el de los seis pies castellanos.

### Primeras reacciones y modificaciones
En un primer momento, fueron cinco las comunidades políticas europeas que se decantaron por un ancho de vía más amplio, a saber: el Imperio Ruso, Irlanda, España (debe tenerse en cuenta que Portugal en un principio acogió el ancho Stephenson), Holanda y el Gran Ducado de Baden, aunque lo cierto es que estos dos últimos mudaron sus posturas rápidamente bajo la presión de los estados limítrofes. Sin embargo, Rusia aguantó con su sistema, pues su potencial económico y la amplitud de su territorio le permitía mantener su independencia con el resto de Europa. Incluso su ancho compitió con el internacional, al extenderse a regiones tales como Polonia, Finlandia, Estonia, Letonia, Lituania - Territorios del imperio Ruso- o Manchuria. Por su parte, Irlanda, a consecuencia de su insularidad, siempre vivió de espaldas al problema del ancho de vía. 
Con la entrada del siglo XX, cuando se llevaban construidos más de 10 000 kilómetros de vías en ancho ibérico, hicieron acto de presencia las primeras críticas de peso dirigidas a las características técnicas que se aplicaban en la ingeniería de ferrocarriles. Destacó por encima de todo la postura defendida por el monarca Alfonso XIII, la cual fue duramente combatida por las empresas ferroviarias, pues pretendía introducir el ancho internacional para facilitar los intercambios de mercancías con Europa y mitigar la desventaja competitiva que implicaban los necesarios transbordos de los productos españoles en la frontera. De todas formas, la opinión real no fue tenida en cuenta, probablemente a consecuencia de la oposición empresarial, y se preservó el ancho ibérico en el entramado ferroviario nacional.
Curiosamente, contraviniendo todas las tentativas de cambio que se habían dado entre 1906 y 1930, la política ferroviaria seguida durante el transcurso de la dictadura franquista no contempló en ningún momento el cambio de ancho de vía como una de sus prioridades.

### Cambios en el ancho ibérico en España y Portugal
El ancho de vía inicialmente concebido para España por los ingenieros e impuesto normativamente (6 pies castellanos = 1671,6 mm) no fue aplicado rigurosamente por las empresas concesionarias, sino que desde el primer momento fue desvirtuado por las compañías inglesas contratadas para la construcción del ferrocarril. Estas adaptaron los seis pies castellanos a sus propias unidades de medida, lo que ocasionó que finalmente el ancho fuese de cinco pies ingleses y seis pulgadas (1674 mm).
También se desarrolló una modificación deliberada, realizada por RENFE a partir de 1955. El motivo fue que en marzo de ese año se publicó el informe «Reducción del juego de vía», del Departamento de Estudios y Reconstrucción de RENFE, donde se explicaba la necesidad de reducir la holgura o «juego de vía» entre las pestañas de las ruedas y los carriles para mejorar las condiciones de rodadura. A partir de 1955 se fue cambiando el ancho hasta los 1668 mm con cada renovación de vía; la excepción fue la Línea 1 del Metro de Barcelona que mantiene el ancho de 1674 mm. Esta modificación también repercutió en el lenguaje, de modo que al ancho de vía aplicado antes de 1955 se le denominó «ancho ibérico antiguo», mientras que al usado con posterioridad se le designó simplemente «ancho ibérico», o también «ancho RENFE».
Portugal, que comenzó construyendo el tramo Lisboa-Asseca en ancho internacional (1435 mm) para después transformarlo, tal y como hemos visto, al de cinco pies portugueses (1665 mm), desde 1955 llevó a cabo un proceso semejante al español para cambiar su ancho hasta los actuales 1668 mm, lo que terminó por constituir el llamado ancho ibérico en la península.

### Desde el último tercio delsigloXXhasta la actualidad

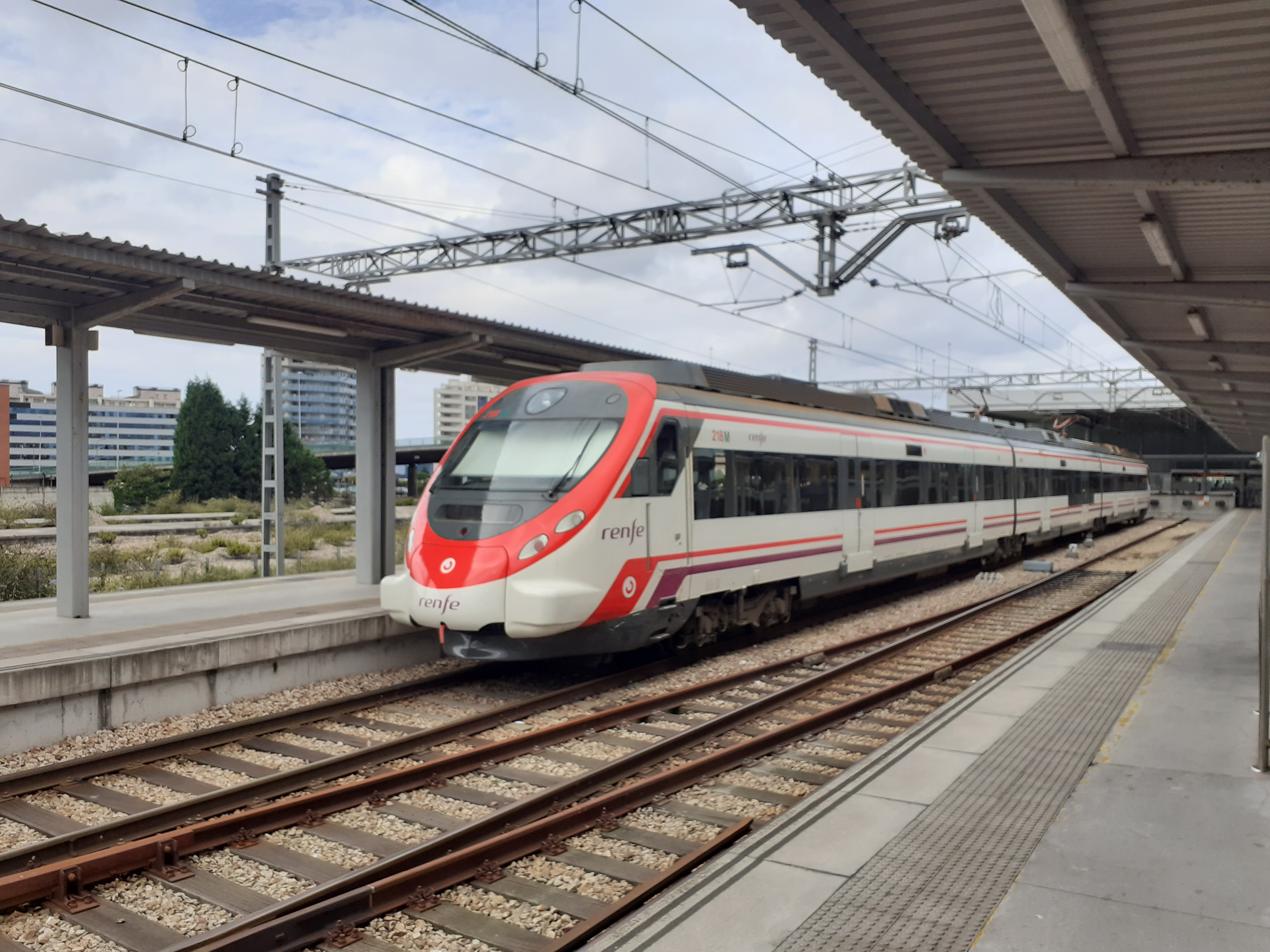
Tren Civia de ancho ibérico (estación de Gijón)

El ancho internacional ya existía para algunas líneas de la cornisa cantábrica, y los Ferrocarriles de la Generalidad, antes de 1930.  Así, en la última década del siglo XX se introdujo en España el ancho internacional empezando por la línea de Alta Velocidad a Sevilla (N.A.F.A., inaugurada en 1992), y este ancho se adoptó para todas las líneas semejantes que se hicieran en el futuro. Esta decisión planteó el problema de que los trenes de Alta velocidad no podían seguir su recorrido por la red convencional, de ancho internacional, a diferencia del TGV francés, problema que se ha paliado con los sistemas de cambio de ancho de vía.
El siglo XXI vino acompañado de una serie de propuestas legislativas que buscaban la modernización del entramado ferroviario español, apareciendo la primera de ellas, el Plan de Infraestructuras Ferroviarias, en el mismo año 2000.
Si bien las medidas que afectarían directamente al ancho ibérico se previeron durante el transcurso de la octava legislatura, cuando el Ministerio de Fomento elaboró un estudio, denominado Plan Estratégico de Infraestructuras y Transporte (2005), con el que se pretendió sentar las bases para la adaptación de toda la red convencional nacional al ancho internacional, sin exclusión de ninguna comunidad autónoma. Con estas medidas, el Gobierno de España busca asegurar la interoperabilidad con el resto de la red ferroviaria europea e incrementar el transporte de mercancías con los países del continente. Sin embargo, dada la situación financiera global, y a consecuencia de la magnitud del desembolso que la aplicación de estas medidas suponen para el Erario Público, se estima que la transformación de la red, que se hará de forma progresiva, no concluirá hasta después de 2020. Además, ya se ha dejado en claro que las obras se iniciarán con anterioridad en aquellos enclaves que tengan un impacto económico mayor debido a su localización geográfica, como pueden ser la regiones pirenaicas fronterizas con Francia, o enlaces como Portbou y Algeciras.

Definición de una estrategia precisa de cambio de ancho de vía en la red convencional, coherente con el desarrollo de la red ferroviaria y con el objetivo de asegurar la referida interoperabilidad con la red europea. Integración de las actuaciones de cambio de ancho con la estrategia de desarrollo de la interoperabilidad de la red ferroviaria europea, teniendo en cuenta otros sistemas y subsistemas de equipamiento, instalaciones y sistemas de explotación.
Apartado (H) del punto 5.2.2 de Ferrocarriles.

Más recientemente, en 2010, el Ministerio de Fomento presentó el Plan Estratégico para el Impulso del Transporte Ferroviario de Mercancías en España, en el que se recogía lo ya dispuesto en la anterior propuesta, que databa de 2005, con la peculiaridad de que en este caso se centraba en el tema de los ferrocarriles. Sin embargo, poco se aventura en el texto acerca de lo que será el futuro del ancho ibérico, aunque todo parece indicar que su supresión está garantizada al achacársele, indirectamente, la generación de costes ineficientes, lo que lo convierte en uno de los factores culpables de la falta de competitividad en materia económica.

A pesar de que el coste unitario de la tonelada transportada por ferrocarril en condiciones normales de explotación debería ser inferior al coste por carretera para distancias medias y largas (más de 600 Km), en la práctica no resulta así debido a: (1) costes ineficientes, como costes de maniobras innecesarias, cambio de ancho.
Apartado (I) del punto 1.4 de Diagnóstico: Causas.

#### Críticas

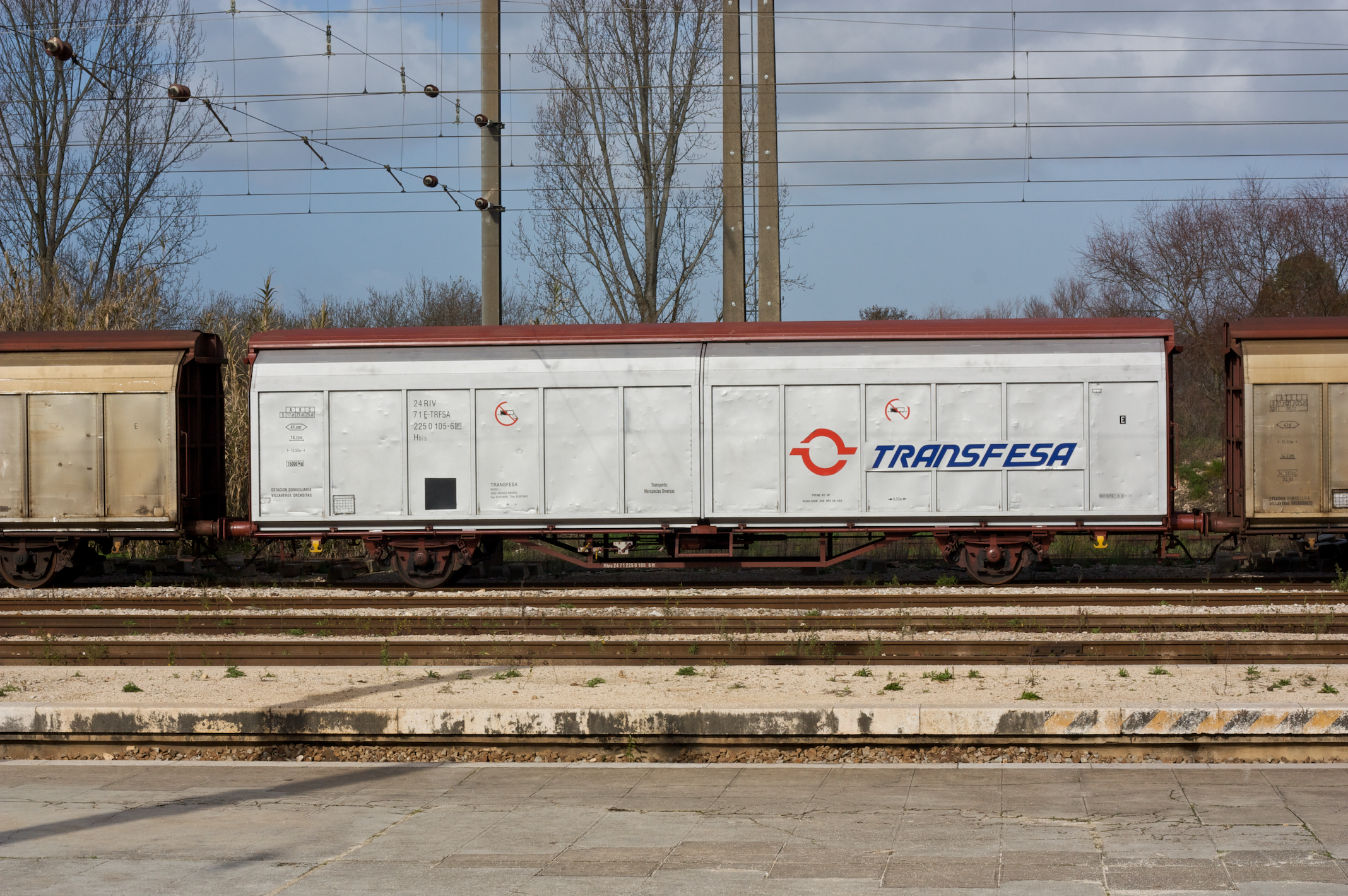
Vagón propiedad de Transfesa, en la estación ferroviaria de Alfarelos (Portugal).

El actual[¿cuándo?] gobierno español está convencido de que estas medidas reportarán un beneficio económico una vez estén concluidas las obras, aunque la postura mantenida por las empresas privadas no es tan positiva. Sobre la base de esto, parecen repetirse las circunstancias de la época en la que Alfonso XIII se aventuró a proponer un cambio generalizado del ancho de las vías españolas.
Los empresarios creen que amoldarse plenamente al ancho internacional es un error, puesto que si en realidad se pretende mejorar el transporte, tanto de pasajeros como de mercancías, lo más idóneo sería mantener la antigua red de 1668 mm, capaz de desarrollar velocidades de hasta 200 km/h, para los ferrocarriles mercantes y la nueva, de 1435 mm, reservarla para los ferrocarriles encargados del transporte de personas. De este modo, no se generarían incompatibilidades entre los usuarios de las vías, pues los trenes dedicados a las mercancías circulan a velocidades mucho más bajas que el AVE, por lo que ambas partes saldrían beneficiadas. Estas consideraciones se reflejan en las declaraciones dadas por Emiliano Fernández, presidente de Transfesa, que sentenció que «el problema del transporte ferroviario de mercancías no es el ancho de vía, sino el de tener vía libre», además de que «sobran vías para multiplicar por cuatro en cuatro años el volumen de mercancías transportadas». Por otra parte, en respuesta a la dificultad de interconexión con el resto de Europa por medio del ferrocarril, afirma que «el problema no se solucionará cambiando el ancho de vía, sino implantando un sistema de señalización apropiado, y estableciendo un idioma común entre los maquinistas y controladores de tráfico».
En definitiva, el sector privado, apoyándose en el buen estado de las líneas férreas convencionales y criticando que las decisiones que se toman están influidas por el número de votos que generarán y no por su funcionalidad (en este caso, el transporte de mercancías al tener un interés electoral menor que el de pasajeros sería dejado de lado), apremia a que se mantenga una parte del ancho ibérico en España, lo que también supondría un ahorro considerable para las arcas públicas estatales.

## Repercusión internacional
La decisión de acoger un ancho de vía desigual al que gozaba de mayor arraigo en el continente no solo afectó a España, puesto que también repercutió, con una intensidad variable en función del caso, en los países fronterizos. Francia, que contaba con una red ferroviaria extraordinariamente desarrollada cuando en España se dio inicio a las primeras obras, no mostró en ningún momento un especial interés por la decisión tomada por su vecino, mientras que Portugal, quizás a causa de tener totalmente su frontera terrestre con España, trató de entrever el ancho de vía que se aplicaría en su país vecino, al mismo tiempo que se preocupaba por saber cuál sería la prioridad que el gobierno español le daría a una línea entre ambos países.

### Francia

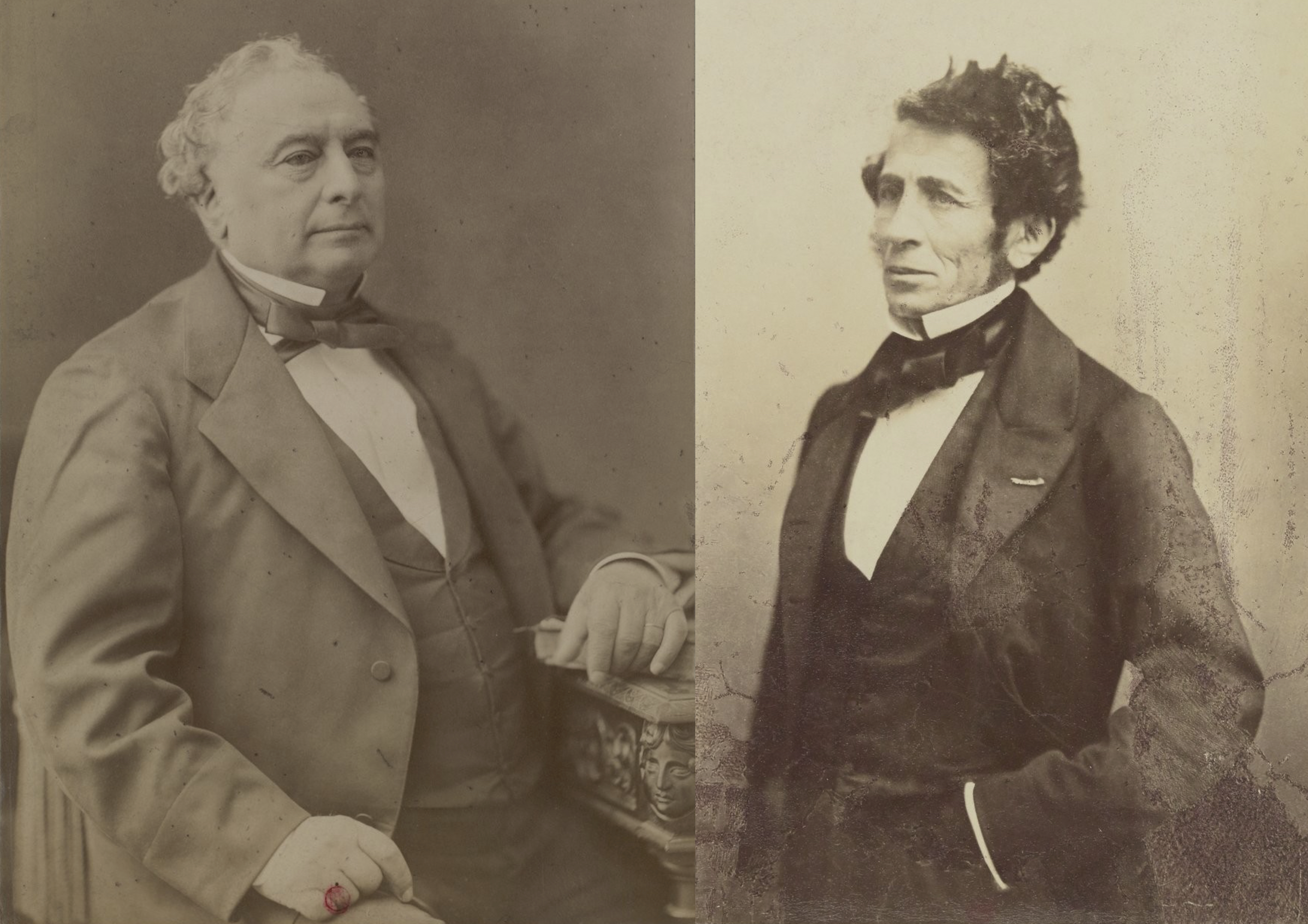
Los hermanos Péreire, Isaac (izquierda) y Émile (derecha) no opusieron ninguna resistencia al ancho ibérico.

La diplomacia francesa prácticamente no presionó para que en España fuese introducido el internacional, que era el que se había implantado en el país galo, como así se desprende de las tímidas observaciones dirigidas al gobierno español, por el embajador francés, en los meses de enero y julio de 1854. Por su parte, desde el poder ejecutivo francés se limitaron a emitir recomendaciones eventuales y poco incisivas acerca de la conveniencia de adoptar el mismo ancho que ellos, con vistas a una futura conexión fronteriza por ferrocarril. Ante la escasa presión ejercida, el Congreso de los Diputados siguió adelante sin cortapisas, aprobando en 1855, por unanimidad, el ancho de vía de 1,67 m.
Sin embargo, puede resultar más extraño que los grandes financieros franceses, tales como los Péreire o los Rothschild, no aconsejaran la adopción del ancho internacional cuando asumieron la construcción de las grandes líneas de la red ferroviaria española, en 1856. De hecho, parece poco probable que los poderes públicos españoles no hubiesen accedido a una modificación técnica de haber insistido en la idea del cambio el sector financiero.
Pero esta indiferencia no fue compartida por la prensa del país. Cabe destacar el caso del periódico Le Messager de Bayonne, en el cual se tachó de «absurda e inconveniente» la decisión de adoptar un ancho de vía desigual al francés. Estas declamaciones, poco tiempo después de haberse publicado en Francia, llegaron al territorio español, e hicieron aflorar dos corrientes periodísticas contrapuestas: una a favor de los seis pies castellanos y otra en contra.

Tan debatida ha sido la cuestión del ancho de vía de los caminos de hierro en estos diez últimos años así en España como en el extranjero, que no creíamos que pudiera a nadie ocurrir duda alguna acerca de las ventajas de la de 6 pies que en nuestro país se ha adoptado como tipo para todos los ferrocarriles construidos y que hayan de construirse en lo sucesivo. [...] Creemos que meditado lo que dejamos escrito, los redactores del Mensagero de Bayona templarán sus deseos de uniformidad de nuestra vía con la de su país, y que la prensa española no acogerá sin un detenido examen opiniones que pueden producir deplorables resultados siendo altamente contrarias a nuestros intereses económicos.
Revista de Obras Públicas.

Esta despreocupación por la instauración en España de un ancho de vía distinto pone de manifiesto la concepción que en la época se tenía de la función que había de desarrollar el ferrocarril. Es decir, se pensaba que este medio de transporte sería un instrumento que se había de ceñir al tráfico interior, de modo que la vía marítima continuaría siendo el transporte hegemónico en cuanto a comercio internacional se refiere.

### Portugal

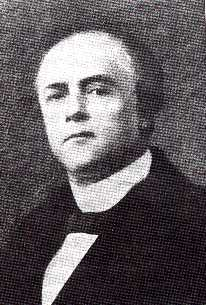
José de Salamanca y Mayol fue uno de los hombres de negocios más importantes de su tiempo, siendo parte de su fama adquirida a raíz de sus inversiones en el ferrocarril español.

Durante el reinado María II se redactaron los primeros documentos que perfilaban un plan ferroviario para Portugal. De estos escritos se desprendía la construcción prioritaria de una línea que debía unir Lisboa con la frontera española, y a través de España, con el centro del continente europeo. Si bien, junto con estos propósitos para dar a la nación una salida internacional por ferrocarril, también se dispusieron medidas para acelerar las comunicaciones internas.
En el año 1844 se fundó la Companhía das Obras Públicas de Portugal, la cual, en medio de un clima de agitación política y no sin dificultades, sacó adelante el primer plan en el que se proponía un trazado de vía férrea que unía la capital portuguesa con Entroncamento, localidad de donde partiría una línea en dirección norte para alcanzar Oporto, y otra hacia el este, con rumbo a la frontera española y Badajoz.
Hasta el año 1852 no se establecieron las primeras condiciones técnicas y administrativas que habrían de guiar la construcción ferroviaria. Fue por aquel entonces cuando se dictaminó que había de ser el ancho, ahora llamado, internacional el que se debía aplicar en las vías portuguesas (1435 mm), lo que a la postre ocasionó más de un problema. También en 1852 se asignaron las primeras construcciones a la Companhía Central e Peninsular dos Caminhos de Ferro em Portugal, después de que resultase electa en un concurso de obra pública, al que concurrieron varias propuestas extranjeras (una de éstas estaba encabezada por Juan Álvarez Mendizábal). Se emprendieron así las obras ferroviarias, las cuales dieron sus primeros frutos el 28 de octubre de 1856 con la apertura de la línea Lisboa-Carregado.
Pero la suma lentitud con la que la empresa concesionaria realizaba las obras encomendadas llevó al gobierno portugués a resolver el contrato en 1857. Fue así como el estado, a través del ingeniero João Crisóstomo Abreu e Sousa, asumió durante un par de años la dirección de los servicios de construcción, hasta que se decidió contratar en 1859, de forma provisoria, a José de Salamanca. Su contratación actuó a modo de revulsivo, pasándose de una demora en las obras a un ritmo de trabajo frenético, siendo este cambio drástico el principal responsable de que a José de Salamanca se le concediese definitivamente la construcción de la Linha do Leste y la Linha do Norte.
El 20 de junio de 1860, José de Salamanca fundó la Companhia Real dos Caminhos-de-ferro Portugueses, y valiéndose de notables técnicos españoles y franceses consiguió concluir las líneas que le habían sido encomendadas en los cinco años siguientes. Además, a iniciativa suya, se transformó el anterior ancho al de 5 pies portugueses (1665 mm), parecido al implantado en España, para así poder interconectar a ambos estados mediante ferrocarril. Destaca que mientras se operó el cambio de ancho, que afectó a sesenta y ocho kilómetros de vía ya construidas (Lisboa-Asseca), no fue necesario interrumpir el tráfico ferroviario en ningún momento.

## Soluciones técnicas para la interoperabilidad

Los ferrocarriles tuvieron serias dificultades para pasar de un país a otro (en el mapa, frontera geopolítica entre España y Francia) a consecuencia del diferente ancho de vía, problema que no se vería atenuado hasta la llegada de los cambiadores de ancho en 1969.

Para acabar con las fronteras ferroviarias, tanto interiores como exteriores, se ensayaron y aplicaron en diversas épocas y en localidades diferentes acciones encaminadas a paliar el problema. Sin embargo, hasta el momento no se ha descubierto una solución que sea universalmente válida para cualquier supuesto, sino que unas resultan de mayor utilidad que otras en función de las circunstancias. Precisamente por esto se ha dicho que la mejor de las soluciones consiste en una combinación de las técnicas disponibles, de forma que se aprovechen las ventajas que cada una proporciona. Principalmente, fueron tres las respuestas dadas al problema:
- Se trató de facilitar, mejorar y hacer más sencillo el transbordo y el cambio de vehículo cuando no fuese viable la introducción de mecanismos técnicos de mayor complejidad.
- En algunas ocasiones se optó por emplear vías de tres, e incluso cuatro carriles, para permitir así la circulación de trenes de dos anchos por una misma vía. Esta solución se venía aplicando desde antiguo en una serie de contextos (regiones fronterizas, talleres o puertos, entre otros), aunque no fue hasta la introducción del ancho internacional en España cuando se aplicó a las vías con un itinerario que discurría por el interior del propio estado.
- Se aplicaron evolucionados sistemas (cambio de ejes de los vagones o coches, cambio de bojes completos y el cambio de ancho de vía de un vehículo o de un grupo de vehículos) que permiten a los trenes, o algunos de sus vehículos, modificar el ancho de vía. Fue esta solución la que a la postre resultó ser más eficaz.

### Transbordos
Durante mucho tiempo, la única forma de pasar de la red ferroviaria española a la francesa eran los transbordos (de personas o de mercancías, según el caso) en la frontera, lo que dificultaba en grado sumo el tráfico transfronterizo y disuadía a los pasajeros de emplear el ferrocarril como medio de transporte.
Posteriormente se cambiaban los bojes de los vagones y los pasajeros no debían cambiar de coche y, aunque era un procedimiento lento y premioso, no se perdía más tiempo que cambiando los pasajeros de tren y además era más cómodo.
Actualmente, los dos principales pasos fronterizos, los situados en los dos extremos de los Pirineos, disponen de una pareja de estaciones situadas cada una a un lado de la frontera (Irún/Hendaya y Portbou/Cerbere) con acceso en ambos anchos e instalaciones de gran tamaño dedicadas a transbordo masivo de mercancías.

### Tercer carril

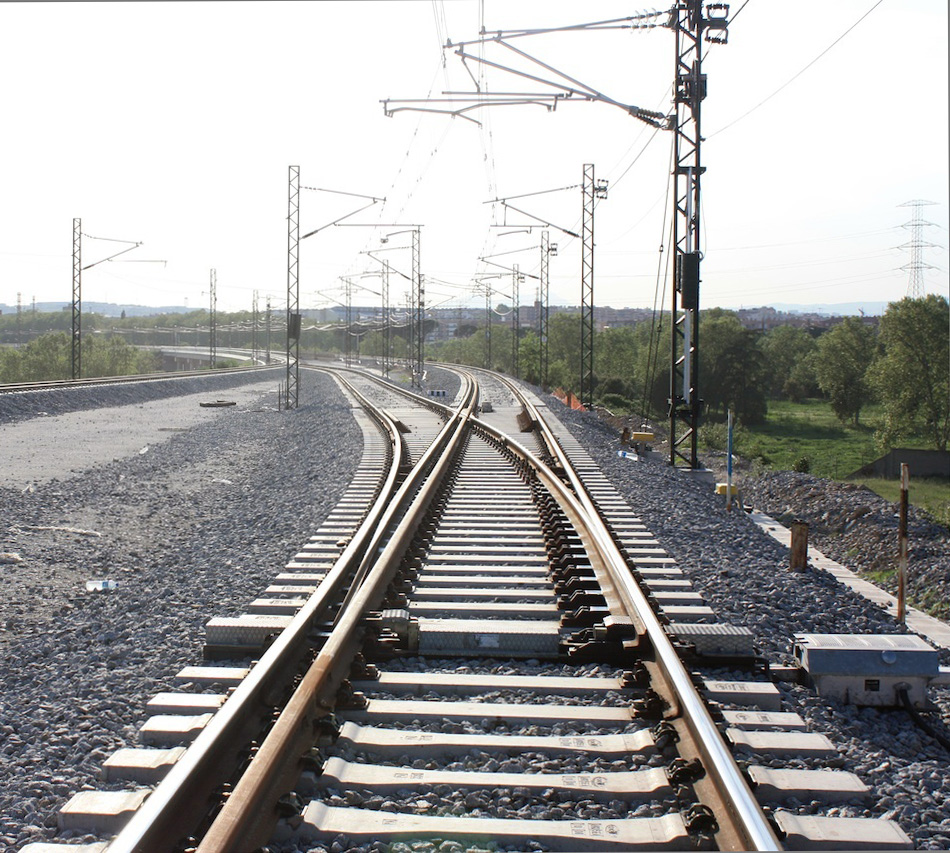
Vía con tercer carril a las afueras de Barcelona (España).

Las vías de tres carriles, que posibilitan la circulación tanto de trenes de ancho internacional como de ibérico, se aplicaron en España desde un principio, si bien su implantación se circunscribía, originalmente, a las zonas fronterizas con Francia, a las instalaciones de mercancías y a determinados talleres y puertos.

### Cambiadores de ancho
El cambio de ancho de vía, que se hace mediante manipulación de los ejes, sin llegar a detener el tren y en unos minutos, son una mejora sustancial y profunda, que permite mantener el ancho de las vías españolas tradicionales, combinándolas con las que tras 1986 se hicieron con el ancho internacional, y que permite también la vertebración del ferrocarril con toda Europa y una mejora del sistema férreo español.

## Anchos de vía en la península ibérica

### España
Hoy en día en España conviven un total de ocho anchos de vía diferentes, respondiendo esta diversidad a criterios históricos, geográficos e incluso turísticos. No obstante, se producen interacciones entre las diferentes redes, como así ocurre con la red de ancho ibérico y la de ancho internacional, las cuales están conectadas en numerosos puntos a través de cambiadores de ancho.

### Portugal
Como resultado de la adopción por España del ancho mencionado, Portugal se vio abocado a adoptar también la vía ancha (bitola portuguesa) para poder comunicarse con su único vecino y desde allí con el resto de Europa, con un solo cambio de ancho de vía en la frontera francesa.